# Гайтагы (танец)
Гайтагы (азерб. Qaytağı) — азербайджанский народный танец. Относится к зажигательно-вихревым азербайджанским танцам.

## Исполнение
Представляет собой парный танец, исполняемый мужчиной и женщиной в быстром темпе. Движение происходит по кругу. Мужчина, изображая орла, падает на колени, вскакивает, танцуя с краткими шагами и сильными, резкими движениями рук и тела. Когда танец исполняется в парах, пары не соприкасаются; женщина танцует спокойно.

## Музыкальные особенности
Характерная ладовость, а также такое не менее характерное средство выразительности, как ладовые контрасты (срединное построение мажорного склада до—«Раст», то есть в ладе «Раст» с тоникой до; крайние же части — в ладе ля—«Баяты-шираз») говорят о принадлежности данного танца именно к азербайджанской танцевальной музыке. В этом танце присутствуют также другие хрестоматийные черты азербайджанской народной танцевальной музыки. К примеру, симметричность простого трехчастного построения, небольшой диапазон мелодии, секвенционно нисходящей по ступеням лада.

## В музыке
В стиле народного танца «Гайтагы» написан «Танец мужчин» из балета азербайджанского советского композитора Солтана Гаджибекова «Гюльшен» (1950).
Азербайджанский композитор Тофик Кулиев обработал танец «Гайтагы» для фортепиано (опубликована в 1960 году).
Другой азербайджанский композитор Афрасияб Бадалбейли создал произведение «Гайтагы» для симфонического оркестра, основанную на характере, ритме и темпе соответствующего ему народного танца.

## Cм. также
- Исламей
- Картули